# ADN-A
El ADN-A es un tipo estructral de ADN, diferente del modelo propuesto por Watson y Crick (ADN-B), que aparece en condiciones de humedad escasa y menor temperatura, es decir en condiciones creadas artificialmente

## Descripción
Se trata de una doble hélice dextrógira, al igual que el ADN-B, con un surco menor poco profundo y un poco más amplio como la de ella que el surco mayor, que es más profundo. En comparación a la doble hélice del ADN-B, esta es más abierta, tiene mayor diámetro y una disposición de las bases nitrogenadas más alejada del eje de la hélice. Las bases nitrogenadas están muy inclinadas respecto de la horizontal, más próximas entre sí y localizadas más simétricamente respecto al centro.

## Comparación entre ADN-A, ADN-B y ADN-Z

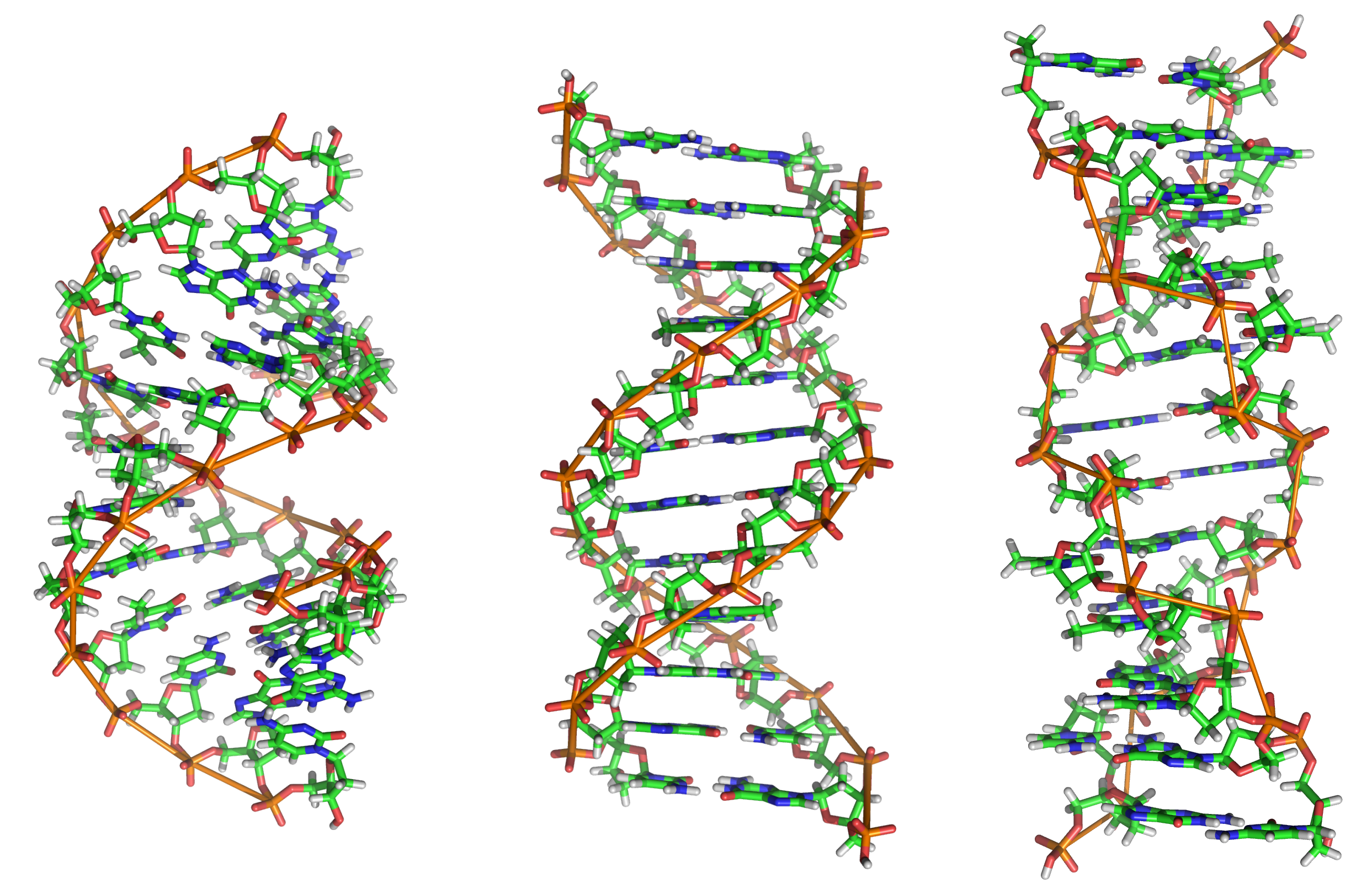
ADN-A, ADN-B y ADN-Z.

|                                   | ADN-A               | ADN-B                       | ADN-Z                                                |
| --------------------------------- | ------------------- | --------------------------- | ---------------------------------------------------- |
| Sentido de giro de la hélice      | Dextrógiro          | Dextrógiro                  | Levógiro                                             |
| Forma y tamaño                    | Más ancha y corta   | Intermedia                  | Más estrecha y larga                                 |
| Surco mayor                       | Estrecho, profundo  | Amplio, profundidad media   | Sin profundidad                                      |
| Surco menor                       | Amplio, no profundo | Estrecho, profundidad media | Estrecho, profundo                                   |
| Diámetro de la hélice             | 2,55 nm             | 2,37 nm                     | 1,84 nm                                              |
| Unidad estructural                | Par de bases        | Par de bases                | Dos pares de bases                                   |
| Pares de bases/vuelta             | 11                  | 10,4                        | 12                                                   |
| Distancia entre pares de bases    | 0,23 nm             | 0,34 nm                     | 0,53 nm (G·C) / 0,41 nm (C·G)                        |
| Paso de hélice o vuelta completa  | 2,53 nm             | 3,54 nm                     | 4,56 nm                                              |
| Rotación por residuo              | 32,7º               | 34,6º                       | –30.º                                                |
| Inclinación de los pares de bases | 19º                 | 1,2º                        | 9º                                                   |
| Balanceo                          | 5,9º                | -1º                         | –3,4º                                                |
| Alabeo                            | 15,4º               | 11,7º                       | 4,4º                                                 |
| Plegamiento del azúcar            | E C3'-endo          | E C2'-endo                  | E C2'-endo (pirimidinas) / E C3'-endo (purinas)      |
| Conformación enlace N-glucosídico | Anti                | Anti                        | Anti (pirimidinas) / Syn (purinas)                   |
| Conformación enlace C4'-C5'       | + Sinclinal         | + Sinclinal                 | + Sinclinal (pirimidinas) / Antiperiplanar (purinas) |